# Yorke Island
Yorke Island, von den Einheimischen Masig genannt, ist eine kleine Koralleninsel im Nordosten der Torres-Strait-Inseln. Sie liegt etwa 160 km nordöstlich von Thursday Island, der "Hauptinsel" in der Torres Strait.
Die flache, üppig bewachsene Insel hat eine Fläche von 162 Hektar. Sie liegt gemeinsam mit der kleineren zwei Kilometer östlich gelegenen Kodall Islet auf der gleichen 7,6 km langen Riffplattform auf, die eine Fläche von 13,27 km² aufweist.
Yorke Island ist bewohnt und verfügt über eine asphaltierte 800 Meter lange Start- und Landebahn für Kleinflugzeuge.
Verwaltungstechnisch gehört Yorke zu den Central Islands, einer Inselregion im Verwaltungsbezirk Torres Shire des australischen Bundesstaats Queensland.

## Bevölkerung
Die Einwohnerzahl betrug laut dem Census 2016 270. Dementsprechend lag die Bevölkerungsdichte bei 167 Personen pro Quadratkilometern.  Die einzige Ansiedlung befindet sich im Osten der Yorke Island. Die indigene Bevölkerung macht einen Anteil von fast 95 % aus.
| Bevölkerungsentwicklung | Bevölkerungsentwicklung |
| Censusjahr              | Einwohnerzahl           |
| ----------------------- | ----------------------- |
| 2001                    | 289                     |
| 2006                    | 300                     |
| 2011                    | 236                     |
| 2016                    | 270                     |